# 裴居道
裴居道（639年—690年7月22日），绛州闻喜县（今山西省闻喜县）人，唐朝官员，在唐睿宗第一次登基时担任宰相。

## 家庭背景
裴居道出自河东裴氏定著五房之一的东眷裴，他的祖父裴镜民曾任隋朝兵部侍郎，父亲裴熙载曾任唐太宗的尚书左丞。
裴居道大半的仕途生涯都不详，只知道他在唐高宗年间任左金吾将军，唐高宗把裴居道的女儿嫁给太子李弘为太子妃。后来裴居道再任左金吾将军，为了写谢表，遍访当时才子，请托吏部侍郎裴行俭管书记苏味道，苏味道援笔而成，谢表辞理精密，盛传于当时。

## 唐睿宗年间
垂拱元年（685年），在高宗之子、李弘胞弟唐睿宗年间，裴居道任秋官（刑部）尚书，睿宗母后武太后（武则天）摄政，二月，因裴居道为太子妃父，任裴居道为同凤阁鸾台三品，为实质宰相。五月，他又被任为内史。三年（687年）四月，他又任纳言。载初元年（689年）十二月，在洛阳定居的武太后命裴居道留守长安，次年一月，裴居道被任为太子少傅，依旧同凤阁鸾台三品。在任宰相期间，他又历任太子少保，武太后还封他为翼国公。
同年春（690年），武太后在夺取睿宗皇位、建立武周新朝之前处决了一批官员和唐朝宗室。裴居道被酷吏构陷，也被下狱而死。家产被籍没，久后才昭雪。
裴居道为内史时，奉敕与夏官尚书同凤阁鸾台三品岑长倩、凤阁侍郎同凤阁鸾台平章事韦方质、删定官袁智弘、咸阳尉王守慎等删武德以后至于垂拱年间的诏敕为新格，即《垂拱留司格》六卷，删定《散颁格》三卷。

## 家庭

### 夫人
- 范阳卢氏，户部尚书卢承庆侄女[15]

### 子孙
- 裴望，麟台郎，690年被处死
- 裴兼
- 裴润
- 裴融，北庭副都护、左骁卫将军、翼国公。孙裴泰，安南都护
  - 裴遂，字光嗣，正议大夫守郑州长史
    - 裴涗（743年—788年），字德源，裴光嗣第二子，大理评事摄监察御史

  - 裴光宗
    - 裴深，大理司直润州金坛县令
- 裴琏，司膳丞，690年被处死
- 哀皇后裴氏，嫁太子李弘

| 前任： 骞味道 | 唐朝内史 685年—687年 与岑长倩一起 686年—687年 | 繼任： 岑长倩 |

| 前任： 韦思谦 | 唐朝纳言 687年—690年 与魏玄同一起 687年—689年 与张光辅一起 689年 与武承嗣一起 689年—690年 | 繼任： 武攸宁 |